# Sommer-Paralympics 2016/Powerlifting
Bei den Sommer-Paralympics 2016 in Rio de Janeiro wurden in insgesamt 20 Wettbewerben im Bankdrücken (auch: Powerlifting oder Gewichtziehen) Medaillen vergeben. Die Entscheidungen fielen zwischen dem 8. und dem 14. September 2016 im Riocentro.
An den Wettbewerben der Männer nahmen 181 Sportler teil in je zehn Gewichtsklassen, die bei beiden Geschlechtern im Vergleich zu den Sommer-Paralympics 2012 jeweils nach oben hin verändert wurden.

## Medaillen

### Frauen
| Gewichtsklasse | Gold                    | Silber                   | Bronze                    |
| -------------- | ----------------------- | ------------------------ | ------------------------- |
| 41 kg          | TUR Nazmiye Muratli PR  | CHN Cui Zhe              | IDN Ni Nengah Widiasih    |
| 45 kg          | CHN Hu Dandan PR        | NGR Latifat Tijani       | GBR Zoe Newson            |
| 50 kg          | UKR Lidiia Soloviova PR | EGY Rehab Ahmed          | VNM Đặng Thị Linh Phương  |
| 55 kg          | MEX Amalia Perez PR     | NGR Esther Oyema         | CHN Xiao Cuijuan          |
| 61 kg          | NGR Lucy Ejike PR       | EGY Fatma Omar           | CHN Yang Yan              |
| 67 kg          | CHN Tan Yujiao PR       | KAZ Raushan Koishibayeva | EGY Amal Mahmoud          |
| 73 kg          | NGR Ndidi Nwosu         | FRA Souhad Ghazouani PR  | EGY Amany Ali             |
| 79 kg          | NGR Bose Omolayo PR     | CHN Xu Lili              | TPE Lin Tzu-Hui           |
| 86 kg          | EGY Randa Mahmoud PR    | JOR Tharwah Alhajaj      | MEX Catalina Diaz Vilchis |
| +86 kg         | NGR Josephine Orji PR   | POL Marzena Zieba        | NED Melaica Tuinfort      |

### Männer
| Gewichtsklasse | Gold                   | Silber               | Bronze                              |
| -------------- | ---------------------- | -------------------- | ----------------------------------- |
| 49 kg          | VNM Le van Cong PR     | JOR Omar Qarada      | HUN Nandor Tunkel                   |
| 54 kg          | NGR Roland Ezuruike PR | CHN Wang Jian        | GRC Dimitrios Bakochristos          |
| 59 kg          | EGY Osman Sherif PR    | GBR Ali Jawad        | CHN Yang Quanxi                     |
| 65 kg          | NGR Paul Kehinde PR    | CHN Hu Peng          | EGY Shaaban Ibrahim                 |
| 72 kg          | CHN Liu Lei            | IRQ Rasool Mohsin PR | NGR Nnamdi Innocent                 |
| 80 kg          | IRI Majid Farzin PR    | CHN Gu Xiaofei       | UZB Akhror Bozorov                  |
| 88 kg          | UAE Mohammed Khalaf    | BRA Evânio da Silva  | MGL Sodnompiljee Enkhbayar          |
| 97 kg          | EGY Mohammed Eldib PR  | CHN Qi Dong          | MEX Jose de Jesus Castillo Castillo |
| 107 kg         | GRC Pavlos Mamalos PR  | EGY Mohamed Ahmed    | IRI Ali Sadeghzadehsalmani          |
| +107 kg        | IRI Siamand Rahman     | EGY Amr Mosaad       | JOR Jamil Elshebli                  |

### Medaillenspiegel(nach allen Entscheidungen)
| Platz | Land                         | Gold | Silber | Bronze | Gesamt |
| ----- | ---------------------------- | ---- | ------ | ------ | ------ |
| 01    | Nigeria                      | 6    | 2      | 1      | 9      |
| 02    | Volksrepublik China          | 3    | 6      | 3      | 12     |
| 03    | Ägypten                      | 3    | 4      | 3      | 10     |
| 04    | Iran                         | 2    | –      | 1      | 3      |
| 05    | Mexiko                       | 1    | –      | 2      | 3      |
| 06    | Griechenland                 | 1    | –      | 1      | 2      |
| 06    | Vietnam                      | 1    | –      | 1      | 2      |
| 08    | Türkei                       | 1    | –      | –      | 1      |
| 08    | Ukraine                      | 1    | –      | –      | 1      |
| 08    | Vereinigte Arabische Emirate | 1    | –      | –      | 1      |
| 11    | Jordanien                    | –    | 2      | 1      | 3      |
| 12    | Vereinigtes Königreich       | –    | 1      | 1      | 2      |
| 13    | Brasilien                    | –    | 1      | –      | 1      |
| 13    | Frankreich                   | –    | 1      | –      | 1      |
| 13    | Irak                         | –    | 1      | –      | 1      |
| 13    | Kasachstan                   | –    | 1      | –      | 1      |
| 17    | Polen                        | –    | 1      | –      | 1      |
| 18    | Ungarn                       | –    | –      | 1      | 1      |
| 18    | Indonesien                   | –    | –      | 1      | 1      |
| 18    | Mongolei                     | –    | –      | 1      | 1      |
| 21    | China (Taiwan), Republik     | –    | –      | 1      | 1      |
| 21    | Niederlande                  | –    | –      | 1      | 1      |
| 21    | Usbekistan                   | –    | –      | 1      | 1      |
| Total | Total                        | 20   | 20     | 20     | 60     |